# Caracalla
Marcus Aurelius Antoninus (4. april 188 – 8. april 217), kendt som Caracalla (latin: "gallerkappe"), var romersk kejser 211 – 217 og den anden kejser i det Severiske dynasti.
Som ældste søn af kejser Septimius Severus fik han en militært præget opdragelse og tilbragte barndom og tidlig ungdom i felten. Allerede fra barndommen havde han et meget fjendtligt forhold til broderen Geta, der blev hans medregent. Han deltog i forskellige politiske intriger og påstås også at have konspireret mod faderens liv.
Ved Septimius' død i England overtog Caracalla kejsermagten sammen med Geta. Forholdet mellem dem var fra begyndelsen yderst spændt, og sandsynligvis december 211 lod Caracalla broderen myrde under foregivelse af et forsoningsmøde og fik enemagten. Mordet fulgtes af en voldsom udrensning (20.000 ofre nævnes) af både broderens tilhængere og andre mulige trusler mod tronen, og efterfølgende blev Geta idømt damnatio memoriae. Han sikrede sig straks prætorianergardens og hærens støtte ved stor økonomisk imødekommenhed og foretog derfor en yderligere devaluering af mønten. Moderen Julia Domna, som havde talt for forsoning, overlevede ved officielt at hylde det nye styre.
Den vigtigste indenrigspolitiske begivenhed under Caracalla er Borgerskabsloven af 212 (Constitutio Antoniniana) som gav alle frie mænd i Romerriget borgerskab. Denne lov, der betød en formel ligestilling for alle indbyggere uanset nationalitet, er formentlig udstedt af økonomiske årsager (alle frie kunne pålægges skatter) men var også en konsekvens af forgængernes udjævningspolitik. Desuden anlagde han den store badeanstalt Caracallas Thermer.
Størsteparten af sin regering tilbragte han med hæren i Østen, hvor han synes at have villet gå i Alexander den Stores fodspor. I Egypten begik han 215 eller 216 en massakre i Alexandria som følge af påståede forhånelser fra befolkningens side. 216-217 foretog han et omfattende felttog mod partherne, åbenbart under dække af venskabshensigter, og under tilbagetoget myrdedes han nær Carrhæ (Harran) på initiativ af gardepræfekten Macrinus, som derpå overtog tronen.
For eftertiden har Caracalla stået blandt de typiske romerske kejsertyranner som Nero, Domitian og Commodus, en brutal, hævngerrig og mistroisk enehersker som gjorde sig ensidigt afhængig af hæren. Beretningerne om grusomhedernes omfang er formentlig overdrevne, men generelt synes billedet af et hensynsløst militærregime at stå fast. Derimod fik hans regering varig betydning gennem borgerskabsloven, som banede vejen for nye folkegruppers indflydelse i riget. Om initiativet skyldes ham selv eller rådgiverne, vides ikke.